# Cyanotis vaginata
Cyanotis vaginata är en himmelsblomsväxtart som beskrevs av Robert Wight. Cyanotis vaginata ingår i släktet Cyanotis och familjen himmelsblomsväxter. Inga underarter finns listade.